# Amajari
Amajari es un municipio situado en el estado de Roraima, Brasil. Según el censo de 2022, tiene una población de 13 927 habitantes.
Su superficie total es de 28.473,45 km².
El municipio posee una región que tiene 8 tierras indígenas, totalizando 19 comunidades indígenas.

## Historia
En 1975 llegó a la zona el primer morador, de apellido Brasil. Posteriormente el lugar pasó a llamarse "Vila Brasil".
El 17 de enero de 1995, a través de la Ley Estadual Nº 097, fue creado el municipio con la denominación de "Amajari", a partir de tierras que hasta entonces pertenecían al municipio de Boa Vista.

## Puntos de interés
- Estación Ecológica de Maracá – Tiene poco más de 100 mil hectáreas. Posee un archipiélago de más de 200 islas, incluida la isla de Maracá, la tercera isla fluvial más grande de Brasil. La unidad está ubicada en el bioma amazónico, en una zona de transición selva-sabana. El área protegida contribuye a la conservación de 22 especies amenazadas de extinción, además de albergar 125 nuevas especies descritas por la ciencia. La unidad cuenta actualmente con un listado de 1124 especies de plantas estudiadas.[3]
- Sierra del Tepequém – Se destaca por ser una región alta entre las llanuras del estado de Roraima. Es popular para actividades como trekking, baños en cascadas y observación de flora y fauna.[3]